# J Malan Heslop
J Malan Heslop, né le 18 juin 1923 à Taylor, Weber County, Utah et mort le 29 juillet 2011 à Salt Lake City, Utah, est un photographe de la Seconde Guerre mondiale. Affecté à la 167th Signal Photographic Company, il concourt à documenter les crimes de guerre nazis. Plus tard, il devient rédacteur en chef du Church News et du Deseret News.

## Biographie
J Malan Heslop est né le 18 juin 1923 à Taylor, Utah. Diplômé de Weber High School, il s'inscrit au Weber College à l'automne 1941. Il étudie la photographie au Los Angeles City College puis s'enrôle dans la réserve de l'armée américaine en octobre 1942. Il fait alors partie de la 167th Signal Photographic Company.
J Malan Heslop termine sa formation initiale puis reçoit le grade de technicien 5e grade, T/5, qui est l'équivalent d'un caporal. Il est envoyé en Europe le 23 juillet 1944, sur le navire Mauritanie . Il sert pendant neuf mois en Europe, jusqu'à mai 1945, date à laquelle  il photographie la libération du camp de concentration d'Ebensee, un sous-camp du camp de concentration de Mauthausen-Gusen en Autriche. Il est l'un des premiers photographes américains à rapporter des preuves des crimes nazis et des prisonniers d'Ebensee.
Après la guerre, il est diplômé de l'Utah State Agricultural College (aujourd'hui Utah State University ) à Logan, Utah puis rejoint le journal Deseret News à Salt Lake City, Utah . De 1968 à 1988, il a été rédacteur en chef du Church News .
Heslop est membre de l'Église de Jésus-Christ des Saints des Derniers Jours.
L'Université Brigham Young, par le biais de son projet Saints at War dirigé par Robert C. Freeman, a numérisé et mis à disposition en ligne plus de 1 000 photos de guerre de Heslop. Les Archives nationales des États-Unis et le Musée national de l'Holocauste (États-Unis) possèdent également des collections de photos de la Seconde Guerre mondiale prises par Heslop.

## Photographies du camp d'Ebensee

Détenus du camp de concentration d'Ebensee
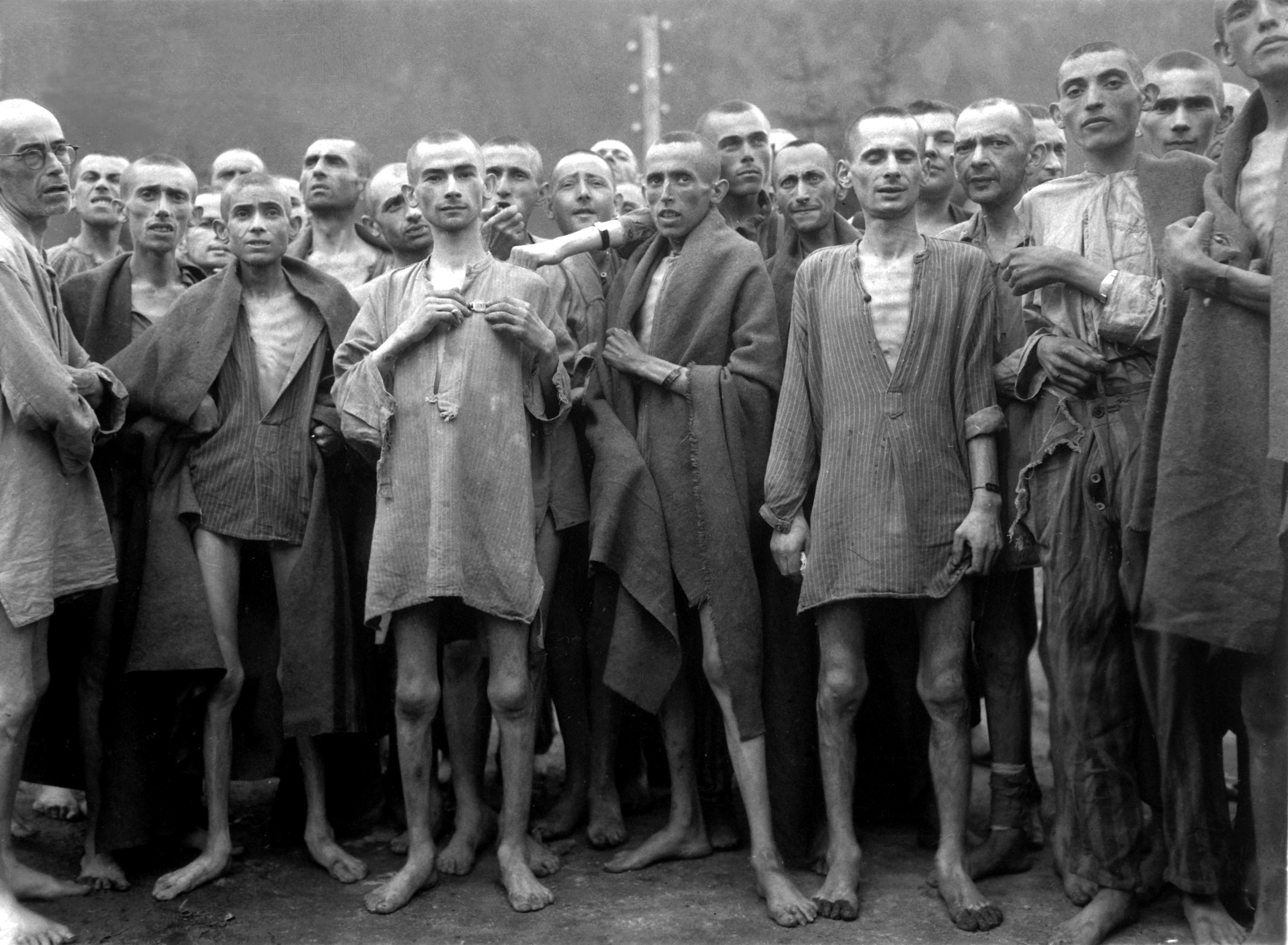
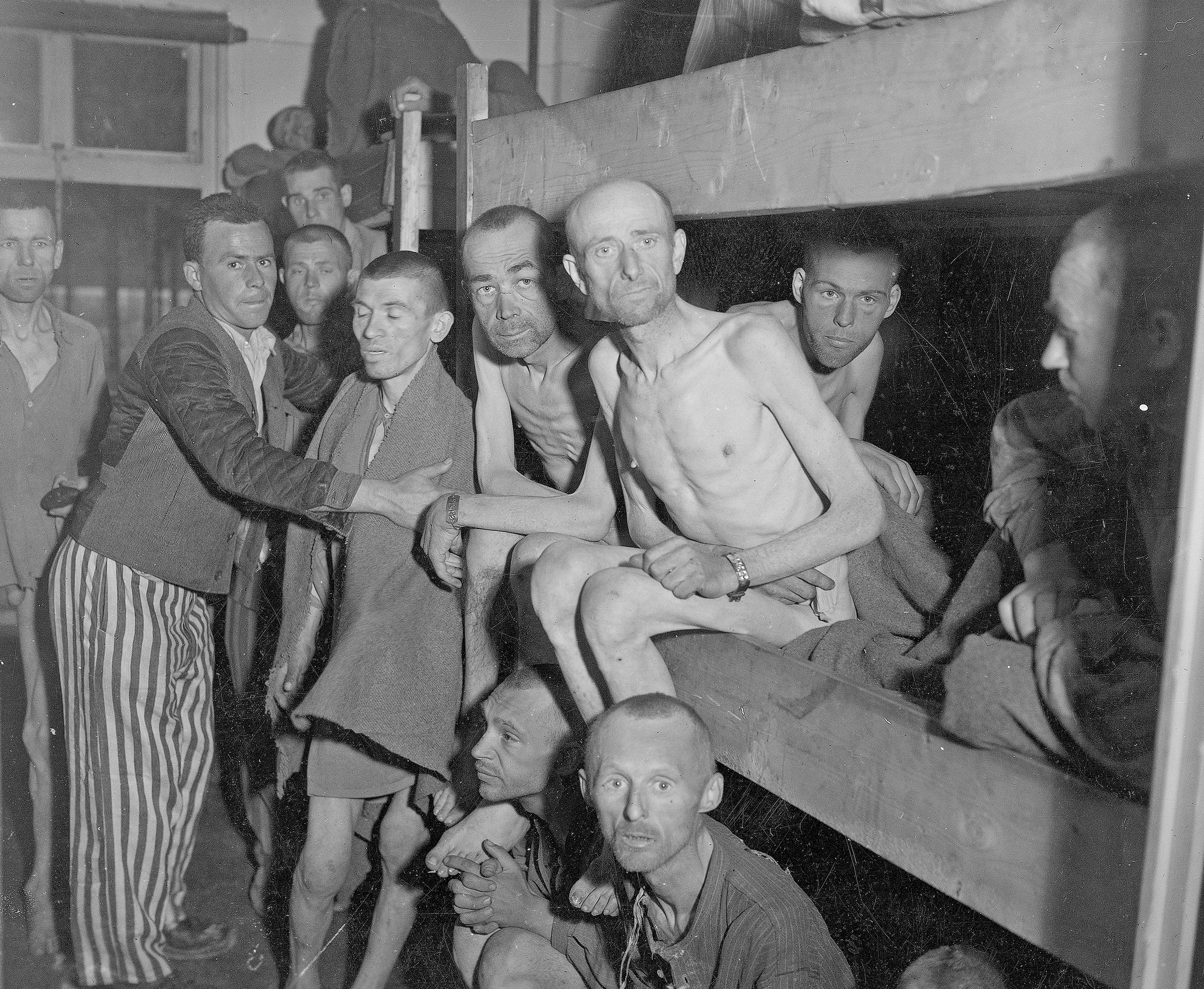
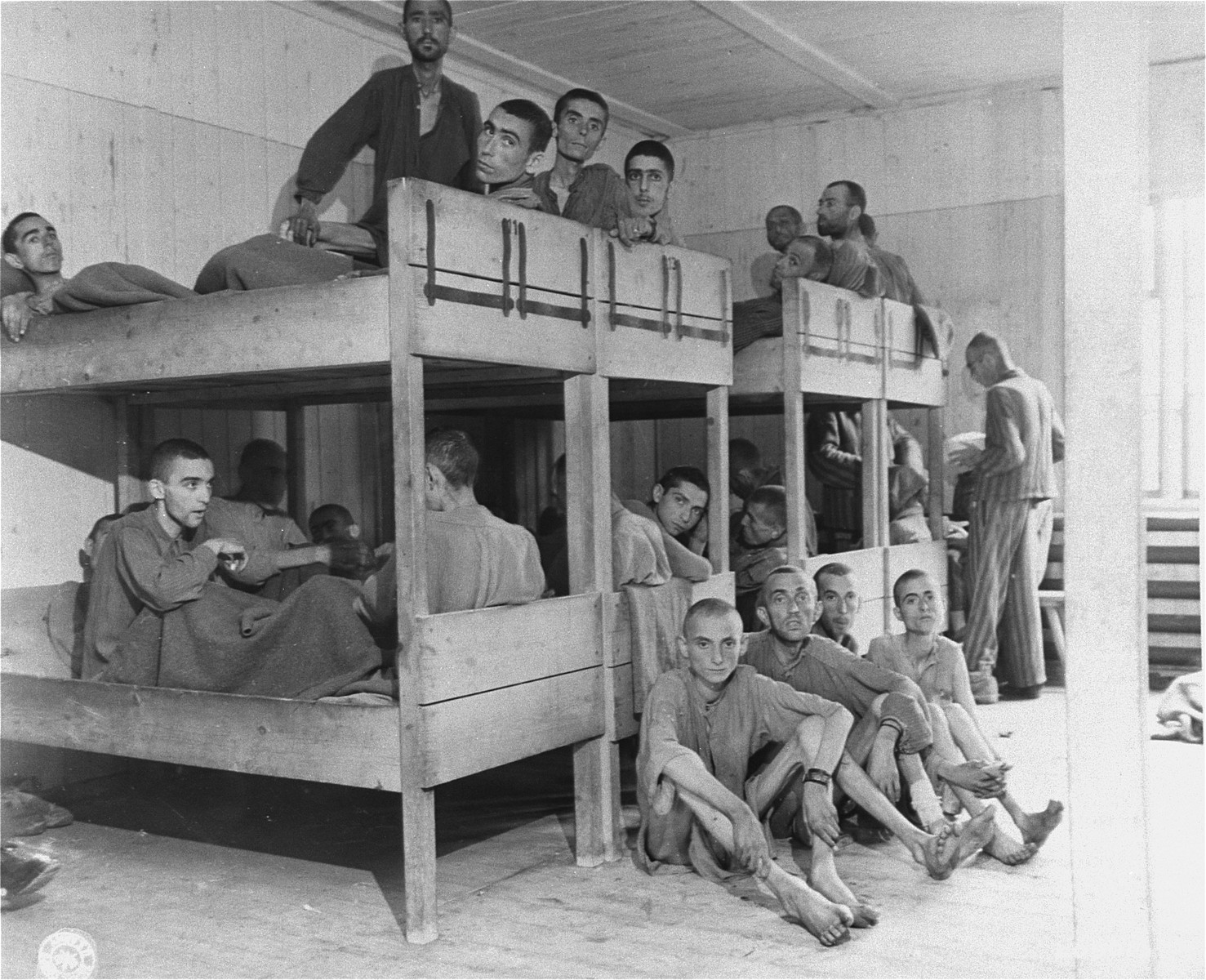
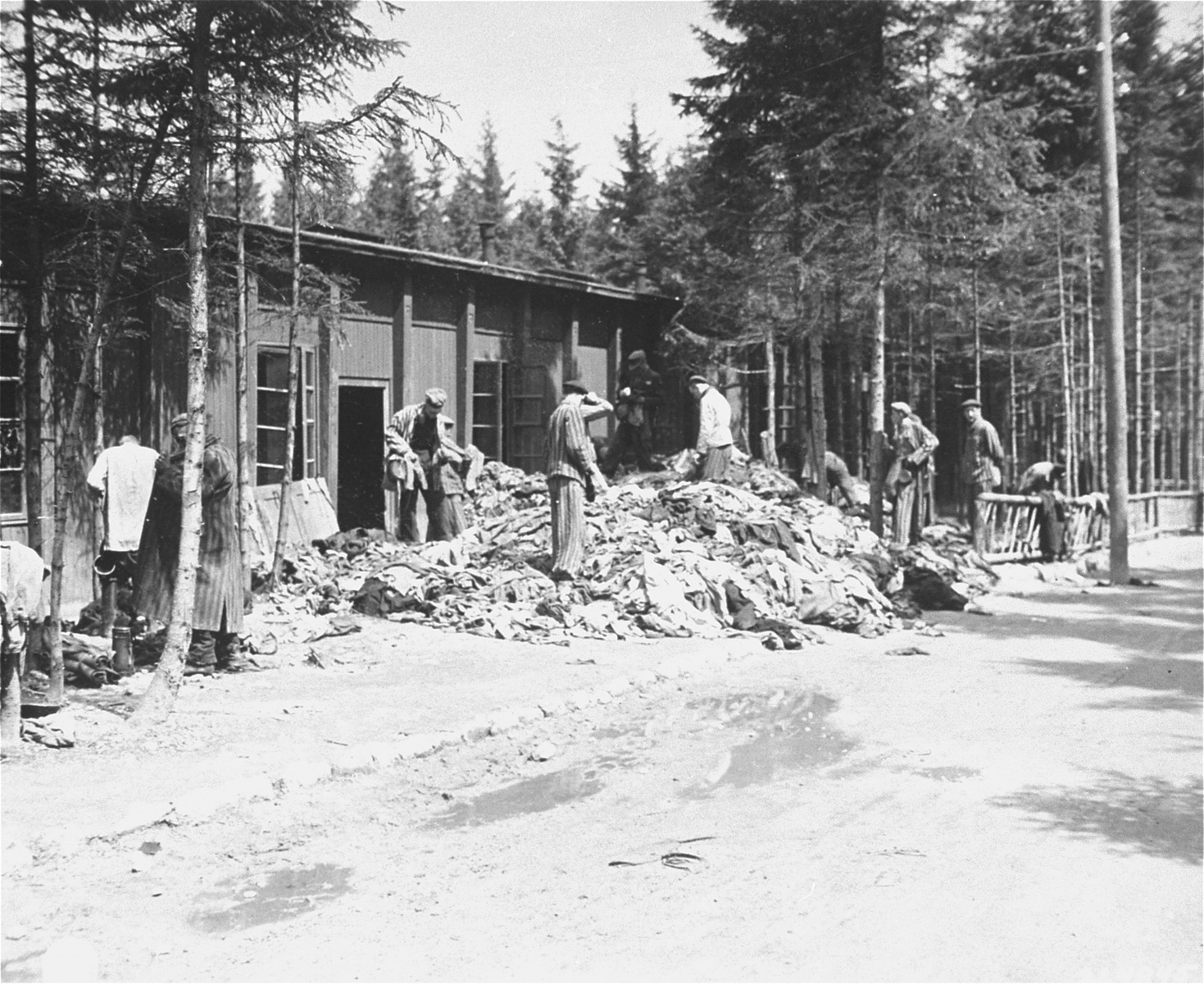

## Ouvrages
- From the Shadow of Death: Stories of POWs (with Dell R. Van Orden) Deseret Book, 1973[5].
- Joseph Fielding Smith: A Prophet Among the People. Deseret Book, 1971.  (ISBN 0-87747-454-0)[6]
- How to Compile Your Family History. Bookcraft, 1978.  (ISBN 0-88494-344-5) (ISBN 0-88494-344-5)